# Erhvervshus Nordjylland
Erhvervshus Nordjylland (tidligere Væksthus Nordjylland) er et af Danmarks seks erhvervshuse, og blev etableret 1. januar 2019 som led i Folketingets lov om erhvervsfremme, der blev vedtaget den 13. december 2018.
Erhvervshushus Nordjylland er ejet af de 11 kommuner i Region Nordjylland og har til huse i NOVI Science Park i Aalborg Øst. 
Erhvervshusets formål er, at skabe bæredygtig udvikling og vækst i hele Nordjylland, og tilbyder  vejledning og problemafklaring til nordjyske iværksættere og virksomheder i tæt samarbejde med offentlige- og private aktører og vidensinstitutioner.